# Опошняны
Опошняны (укр. Опішняни) — село,
Черкасовский сельский совет,
Полтавский район,
Полтавская область,
Украина.
Код КОАТУУ — 5324086508. Население по переписи 2001 года составляло 86 человек.

## Географическое положение
Село Опошняны находится на правом берегу реки Коломак,
выше по течению примыкает село Божки,
ниже по течению примыкает село Вербовое,
на противоположном берегу — село Дудниково.
Рядом проходит железная дорога, станция Пригородная в 1,5 км.